# Giovanni Cairo
Giovanni Cairo (Codogno, 1866 – Milano, 1925) è stato un pubblicista, scrittore e tipografo italiano. Nato a Codogno, in provincia di Milano, si trasferì a Torino per frequentare la facoltà di Giurisprudenza di quella Università. All'ombra di essa era attivo un gruppo di giovani cultori della poesia e fervidi ammiratori del Pascoli, del Carducci e del d'Annunzio a cui il giovane Cairo aderì componendo elegie, sonetti, ballate e madrigali. Raccolti i suoi componimenti egli li pubblicò nel volume La biblia di Madonna, raccolta lodata da Arturo Graf, Antonio Fogazzaro e altri artisti parte della Letteraria torinese.
Terminato il periodo poetico e rientrato a Codogno, Cairo fondò e diresse le riviste Il Calandrino e Il Lillipuziano, giornali satirici e letterari che colpirono il pubblico per il vivace umorismo e la forma letteraria impeccabile. Dedicatosi poi con passione agli studi storici, insieme allo storico Francesco Giarelli compilò Codogno e li suo territorio nella cronaca e nella storia: il libro, in due volumi illustrati, fu pubblicato nel 1898 in una edizione con fregi e una elegante veste tipografica nella tipografia di famiglia, fra le più antiche e rinomate di Lombardia. Trasferitosi infine a Milano, Cairo trascorse gli ultimi anni della sua vita scrivendo per riviste e giornali. 
Cairo fondò la rassegna eclettica Il convegno, scrisse La storia degli Italiani all'estero e degli stranieri in Italia e un trattato sui Simboli, poi tradotto in più lingue. Fu avvocato, commendatore della Corona d'Italia, Socio corrispondente della Società Storica Nazionale, Membro per gli studi del Risorgimento, Membro della Società Storica di Lombardia, Consigliere della Società letteraria e Amici dei monumenti di Milano.